# Chloe Cherry
Chloe Cherry, pseudonimo di Elise Jones (Lancaster, 23 agosto 1997), è un'ex attrice pornografica statunitense.

## Biografia
Cherry è nata come Elise Jones il 23 agosto 1997 a Lancaster, Pennsylvania, dove è stata anche cresciuta, descrivendo la sua educazione come "molto conservatrice e noiosa". Al liceo di Lampeter-Strasburg, ha lavorato all'annuario della sua scuola, ha letto gli annunci mattutini e ha diretto per un breve periodo una band.
Al padre di Cherry è stato diagnosticato un cancro quando lei aveva 7 anni ed è morto quando lei ne aveva 8. Ha descritto questo periodo della sua vita come "molto traumatico".

## Carriera
Nel 2015, una settimana dopo aver compiuto 18 anni, si è trasferita da Lancaster a Miami per diventare un'attrice pornografica. Presto ha firmato per l'agenzia di modelle pornografiche Hussie Models, dove è stata rappresentata da Riley Reynolds, prima di trasferirsi a Los Angeles e firmare con Spiegler Girls. Nel 2019 aveva già recitato in oltre 200 film pornografici ed è diventata popolare su Pornhub, dove i suoi film hanno ricevuto oltre 125 milioni di visualizzazioni. Durante la pandemia di COVID-19 ha iniziato a utilizzare principalmente OnlyFans per vendere contenuti pornografici.
Nel 2022 ha debuttato come attrice nella seconda stagione della serie televisiva drammatica della HBO Euphoria nel ruolo ricorrente di Faye, la fidanzata di uno spacciatore. Prima di apparire nello show, Cherry ha realizzato una parodia pornografica di Euphoria, in cui interpretava Jules, con la collega attrice pornografica Jenna Foxx. Lo showrunner di Euphoria, Sam Levinson, in seguito ha inviato a Cherry un'e-mail chiedendole di fare un provino per il ruolo di Ami, una spogliarellista e tossicodipendente, dopo essere diventato un suo fan su Instagram grazie al suo senso dell'umorismo. Dopo due audizioni virtuali, Cherry ha fatto un'audizione di persona per Levinson a Los Angeles e ha ricevuto invece la parte di Faye. Cherry è stata definita dalla critica una delle stelle emergenti dello spettacolo. Successivamente si è ritirata dalla recitazione pornografica per dedicarsi alla recitazione cinematografica a tempo pieno.
Nel gennaio 2022 ha firmato un contratto con l'agenzia di modelle britannica Anti-Agency London. Ha fatto il suo debutto in passerella nel febbraio 2022, sfilando per LaQuan Smith durante la settimana della moda di New York. Nel marzo 2022 ha annunciato di aver chiuso con l'industria del porno. Cherry ha recitato nel film drammatico di fantascienza www.RachelOrmont.com, scritto e diretto da Peter Vack, e nel film commedia drammatico Tuna Melt, scritto e diretto da Eddie Huang.

## Filmografia

### Attrice non pornografica

#### Cinema
- The French Italian, regia di Rachel Wolther (2023)
- www.RachelOrmont.com, regia di Peter Vack (2024)

#### Televisione
- Euphoria – serie TV, 7 episodi (2022)
- ZIWE – serie TV, episodio 2x11 (2022)

#### Cortometraggi
- Chloe Cherry Likes Her Men Like Her Tea, regia di Max Sherman (2022)

### Attrice pornografica

#### Lungometraggi
- My Sister Likes It Rough, regia di Eddie Powell e Paul Woodcrest (2016)
- How to Train a Delinquent Teen 4, regia di Slim Jim (2016)
- School Girls, regia di Ryan Madison (2016)
- Please Cum Inside Me (2016)
- Black Cocks Matter 2, regia di Stoney Curtis e Jerry K. (2016)
- Bangin' Daddy in the Caddy, regia di Stoney Curtis e Jerry K. (2016)
- Interracial Teens Vol. 2, regia di Mason (2016)
- Naughty Newcummers 2 (2016)
- Our Threesome Fantasy (2016)
- Women Seeking Women 137, regia di B. Skow (2017)
- Papa Holmes' Young Ladies, regia di Jules Jordan (2017)
- Young & Beautiful 3, regia di Greg Lansky (2017)
- Our New Roommate, regia di Stills By Alan (2017)
- School Girls Gone Black 2, regia di Mike Quasar (2017)
- Lesbian Schoolgirls, regia di Derek Dozer (2017)
- James Deen's Sex Tapes: Hotel Sex 4, regia di James Deen (2017)
- Double Booked, regia di Skye Blue (2017)
- Spoiled (film 2017)|Spoiled, regia di Hank Hoffman (2017)
- Women Getting Even, regia di Jacky St. James (2017)
- Girls Kissing Girls 21, regia di Dana Vespoli (2017)
- Snow Hussies, regia di Riley Reynolds (2017)
- Flat & Fucked 10 (2017)
- Lesbian Analingus 11, regia di Dana Vespoli (2017)
- Interracial Teens Vol. 4, regia di James Avalon (2017)
- Teen Ups, regia di Riley Reynolds (2017)
- Net Skirts Release 18.0 (2017)
- I Love Them Black, regia di Robby D. (2017)
- Mandingo, the King of Interracial 5, regia di Billy Watson (2017)
- The Grinch XXX Parody (2017)
- Sister Katherine (2018)
- Empty Nesters, regia di Francois Clousot (2018)
- Bare, regia di Kayden Kross (2018)
- My Sexy Little Sister 4, regia di Paul Woodcrest (2018)
- Mail Order, regia di Bree Mills e Craven Moorehead (2018)
- Girlsway Crew, regia di Stills By Alan (2018)
- Trophy Hunter, regia di Stills By Alan (2018)
- Sister Katherine: Chapters 7-13 (2018)
- Anal Cuties Vol. 8, regia di Mason (2018)
- Lesbian Anal Gapes Vol. 1, regia di Mason (2018)
- After Hours Massage, regia di Stills By Alan (2018)
- Notebook Confessions, regia di Stills By Alan (2018)
- Teen Temptations 2 (2018)
- Babysitting the Brat, regia di Stills By Alan e Craven Moorehead (2018)
- Interracial Anal Volume 5, regia di James Avalon (2018)
- Showcases: Chapter Two, regia di Stills By Alan (2018)
- Reform School Girls 2, regia di Dana Vespoli (2018)
- Teach Me to Twerk, regia di Stills By Alan (2018)
- Pleasureville: A Digital Playground XXX Parody, regia di Vic Lagina (2018)
- Co-Eds & Teacher Romp (2018) – non accreditata
- Anal at the Office, regia di Stills By Alan (2018)
- The Broken Bed, regia di Stills By Alan (2018)
- Fantasy Factory Wastelands, regia di Stills By Alan (2018)
- Secret Lesbian Diaries 7, regia di B. Skow (2018)
- Three Girls and a Bolster, regia di Stills By Alan (2018)
- I Black Male'd the Babysitter 2, regia di Mike Quasar (2018)
- Mother Lovers Society 18, regia di Dana Vespoli (2019)
- Filthy Family, regia di Miles Long (2019)
- Erogenous Strokes, regia di Stills By Alan e Craven Moorehead (2019)
- Booty Parlor, regia di Curious Judas (2019)
- Butthole Whores 7, regia di Aiden Riley (2019)
- A Father Unleashed, regia di Craven Moorehead (2019)
- It's a Family Thing! 3, regia di Pat Myne (2019)
- No Experience, No Problem!, regia di Stills By Alan e Craven Moorehead (2019)
- Step Siblings, regia di Jacky St. James (2019)
- Net Skirts 20.0 (2019)
- Playing the Innocent Girl, regia di Stills By Alan, Bree Mills e Craven Moorehead (2019)
- Family Cums First, regia di Don Won Demarco (2019)
- Word of Mouth (2019)
- Sexy Siesta, regia di Stills By Alan (2019)
- Reform School Girls 3, regia di Ricky Greenwood (2019)
- Coming of Age Vol. 6, regia di James Avalon (2019)
- Nerds Rule!, regia di Stills By Alan (2019)
- Sorority Rush Week, regia di Stills By Alan (2019)
- Dance with Me, regia di Stills By Alan, Joanna Angel e Casey Calvert (2019)
- Beauty Massage, regia di Billy Visual (2019)
- Blackmail Footage, regia di Letsdoeit (2019)
- Dredd 8, regia di Jules Jordan (2019)
- Family Favors, regia di Jacky St. James (2019)
- Family Sinners (2019)
- Riverdale XXX (2020)
- Lesbian Analingus 14, regia di Ricky Greenwood (2020)
- Girlcore Season 2 Vol. 1, regia di Bree Mills e Craven Moorehead (2020)
- Best Friends Forever, regia di Casey Calvert, Bryn Pryor e Billy Visual (2020)
- Getting Hot in Here, regia di Stills By Alan e Craven Moorehead (2020)
- Body Sliding, regia di Joanna Angel e Billy Visual (2020)
- Two Cocks Are Better Than One, regia di Miles Long (2020)
- Mixed Family 2, regia di Jacky St. James (2020)
- A Thing for Bad Girls, regia di Casey Calvert, Bryn Pryor e Whitney Wright (2020)
- She Massaged Me with Her Sex, regia di Barrett Blade e Curious Judas (2020)
- Young Lesbians 3Way, regia di Stills By Alan (2021)
- Model Time 8, regia di Amari Anne, Chloe Cherry e Cam Damage (2021)
- Teens Throated 8 (2021)
- Making Mom Pay, regia di Stills By Alan (2021)
- Breaking Her Rules, regia di Ricky Greenwood (2021)
- Pussy Is the Best Medicine 4 (2021)
- Mommy's Boy, regia di Dan Anatomik, Rhiannon Anatomik e Casey Calvert (2021)
- Family Pies 11 (2021)
- Baddies Vol. 4, regia di Derek Dozer e Laurent Sky (2021)
- A Bridesmaid's Duty, regia di Stills By Alan, Casey Calvert e Bryn Pryor (2021)
- Testing the Waters, regia di Ricky Greenwood (2021)
- Take What You Can Get, regia di Bree Mills e Craven Moorehead (2021)
- I Kissed a Girl: Volume Two (2021)
- Hot Girl Summer (film 2021)|Hot Girl Summer, regia di Ricky Greenwood (2021)
- Mom-Night Stand, regia di Dan Anatomik, Rhiannon Anatomik e Casey Calvert (2021)
- Making My Sister Squirt Vol. 2 (2022)
- Bad Vibes, regia di Dan Anatomik, Rhiannon Anatomik e Bryn Pryor (2022)
- Alone at Last!, regia di Casey Calvert, Shasta Fay e Ricky Greenwood (2022)
- Five More Minutes, regia di Dan Anatomik, Rhiannon Anatomik e Bryn Pryor (2022)
- Monsters of Cock 79 (2022)
- School Sluts, regia di Stills By Alan, Bree Mills e Craven Moorehead (2022)
- Truth or Dare, regia di Stills By Alan (2022)
- Naughty Book Worms Vol. 57 (2023)

#### Televisione
- Moms Lick Teens – serie TV, episodio 1x23 (2015)
- Bang Casting – serie TV (2015)
- Moms Bang Teens – serie TV, 2 episodi (2015-2019)
- Stranded Teens – serie TV (2016)
- Teen Pies – serie TV, episodio 4x03 (2016)
- Teen BFF – serie TV, episodio 9x01 (2016)
- Real Ex-Girlfriends – serie TV, episodio 10x04 (2016)
- Bad Tow Truck – serie TV, episodio 2x02 (2016)
- Lubed – serie TV (2016)
- I Know That Girl – serie TV, episodio 8x09 (2016)
- First Time Auditions – serie TV, episodio 14x05 (2016)
- Pervs on Patrol – serie TV (2016)
- Hookup Hotshot – serie TV, episodio 2x12 (2016)
- Hookup Hotshot: Behind the Scenes – serie TV, episodio 2x13 (2016)
- Black Massive Cocks – serie TV (2016)
- Submissived – serie TV (2016)
- Cum Fiesta – serie TV, episodio 13x36 (2016)
- Step Siblings Caught – serie TV, 2 episodi (2016)
- Let's Try Anal – serie TV (2016)
- Public Handjobs – serie TV (2016)
- Hussie Auditions – serie TV, 2 episodi (2016-2017)
- Mom Knows Best – serie TV, 2 episodi (2016-2017)
- Lethal Hardcore – serie TV, 2 episodi (2016-2017)
- Teen Fidelity – serie TV, 2 episodi (2016-2019)
- Teens Like It Big – serie TV, 3 episodi (2016-2019)
- Dark X – serie TV, 4 episodi (2016-2020)
- Anal Overdose – serie TV, episodio 5x10 (2017)
- PetiteHDPorn – serie TV, episodio 14x06 (2017)
- The Upper Floor – serie TV, 2 episodi (2017)
- Hardcore Gangbang – serie TV (2017)
- The Training of O – serie TV (2017)
- Facial Kings – serie TV (2017)
- Pure 18 – serie TV, episodio 9x22 (2017)
- Pure Taboo – serie TV, 4 episodi (2017-2018)
- Families Tied – serie TV, 4 episodi (2017-2019)
- Girlsway Originals – serie TV, 6 episodi (2017-2019)
- Sex and Submission – serie TV, 4 episodi (2017-2019)
- Throated – serie TV, 4 episodi (2017-2020)
- Web Young – serie TV, 8 episodi (2017-2021)
- Daddy's lil Angel – serie TV, episodio 1x03 (2018)
- Burning Angel – serie TV, episodio 11x07 (2018)
- Doctor Adventures – serie TV (2018)
- StepSiblings – serie TV, episodio 1x03 (2018)
- Brutal Sessions – serie TV (2018)
- Device Bondage – serie TV (2018)
- Ass Parade – serie TV, episodio 15x23 (2018)
- Brazzers Exxtra – serie TV (2018)
- Riley Reid Official Site – serie TV (2018)
- Filthy Family – serie TV (2018)
- Bound Gangbangs – serie TV (2018)
- Everything Butt – serie TV, 2 episodi (2018)
- Assablanca – serie TV (2018)
- Real Wife Stories – serie TV (2018)
- Hot and Mean – serie TV, 4 episodi (2018-2019)
- My Family Pies – serie TV, 2 episodi (2018-2019)
- Teenikini – serie TV, 6 episodi (2018-2019)
- All Girl Massage – serie TV, 4 episodi (2018-2019)
- Mommy's Girl – serie TV, 6 episodi (2018-2021)
- Monsters of Cock – serie TV, episodio 17x15 (2019)
- Teens Love Anal – serie TV (2019)
- Erotica X – serie TV (2019)
- Whipped Ass – serie TV (2019)
- We Live Together – serie TV (2019)
- RK Prime – serie TV, episodio 4x145 (2019)
- Moms in Control – serie TV (2019)
- Girlcore – serie TV, episodio 2x01 (2019)
- Turning Twistys – serie TV, episodio 1x21 (2019)
- NubilesET – serie TV, 4 episodi (2019)
- StepMom Lessons – serie TV, episodio 7x01 (2020)
- ManyVids – serie TV (2020)
- Blacked – serie TV (2020)
- Anal Only – serie TV (2020)
- Slut Inspection – serie TV (2021)
- Blacks on Blondes – serie TV (2021)
- Girls Only Porn – serie TV, 2 episodi (2021)
- Family Strokes – serie TV, episodio 7x12 (2021)
- A POV Story – serie TV, episodio 1x01 (2021)
- Mommy's Boy – serie TV, episodio 1x02 (2021)
- Nubile Films – serie TV, episodio 38x23 (2021)
- Love Her Feet – serie TV (2021)
- Blacked Raw – serie TV (2021)
- Black in White – serie TV (2021)
- Deeper – serie TV, episodio 1x232 (2022)
- New Sensations (serie televisiva 2022)|New Sensations – serie TV (2022)
- Concoxxxion – serie TV, episodio 1x23 (2022)
- Femdom Empire – serie TV, 3 episodi (2023)